# John Cameron (athlète)
Pour les articles homonymes, voir John Cameron et Cameron.
John A. Cameron (28 mars 1886 à Lumsden en Écosse et mort le 17 novembre 1953 à Vancouver) est un athlète canadien spécialiste du lancer du marteau. 
En 1920, il participe aux compétitions en lancer du marteau lors des Jeux olympiques d'Anvers en Belgique. Il participe aussi aux Jeux de l'Empire britannique de 1930 à Hamilton en Ontario où il remporte la médaille de bronze en lancer du marteau.